# شكر علي كندي
شكر علي كندي هي قرية في مقاطعة كليبر، إيران. عدد سكان هذه القرية هو 99 في سنة 2006.